# Храбрино
Храбрино (болг. Храбрино) — село в Болгарии. Находится в Пловдивской области, входит в общину Родопи. Население составляет 640 человек.

## Политическая ситуация
В местном кметстве Храбрино, в состав которого входит Храбрино, должность кмета (старосты) исполняет Михаил Димитров Крыстанов (Болгарская социалистическая партия (БСП)) по результатам выборов правления кметства.
Кмет (мэр) общины Родопи — Йордан Георгиев Шишков (Болгарская социалистическая партия (БСП)) по результатам выборов в правление общины.

## Галерея

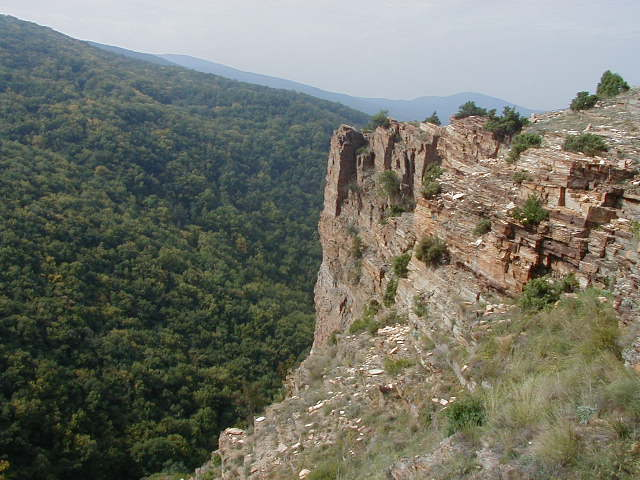
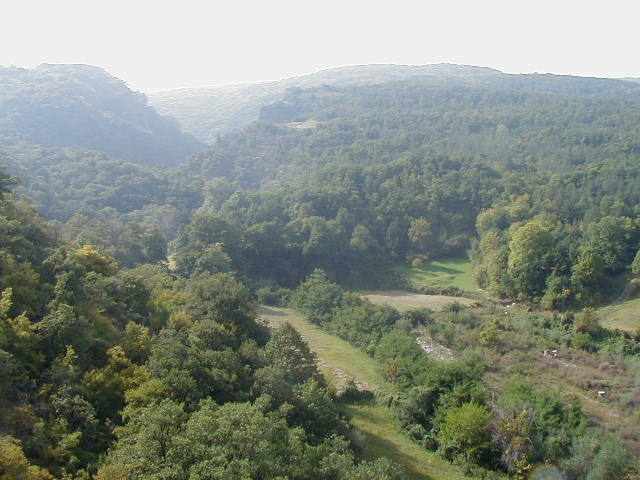
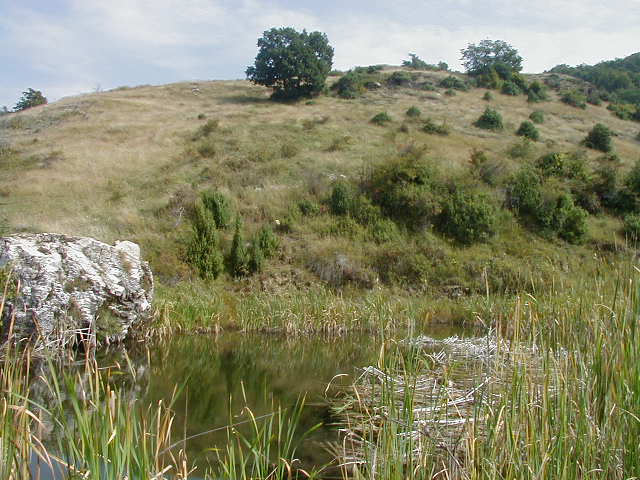
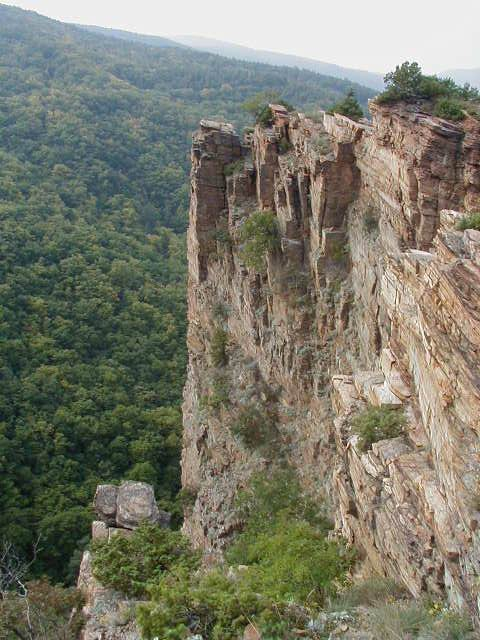
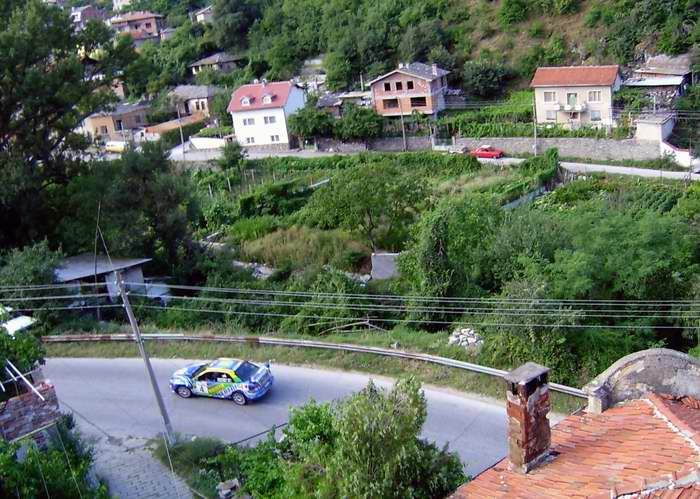
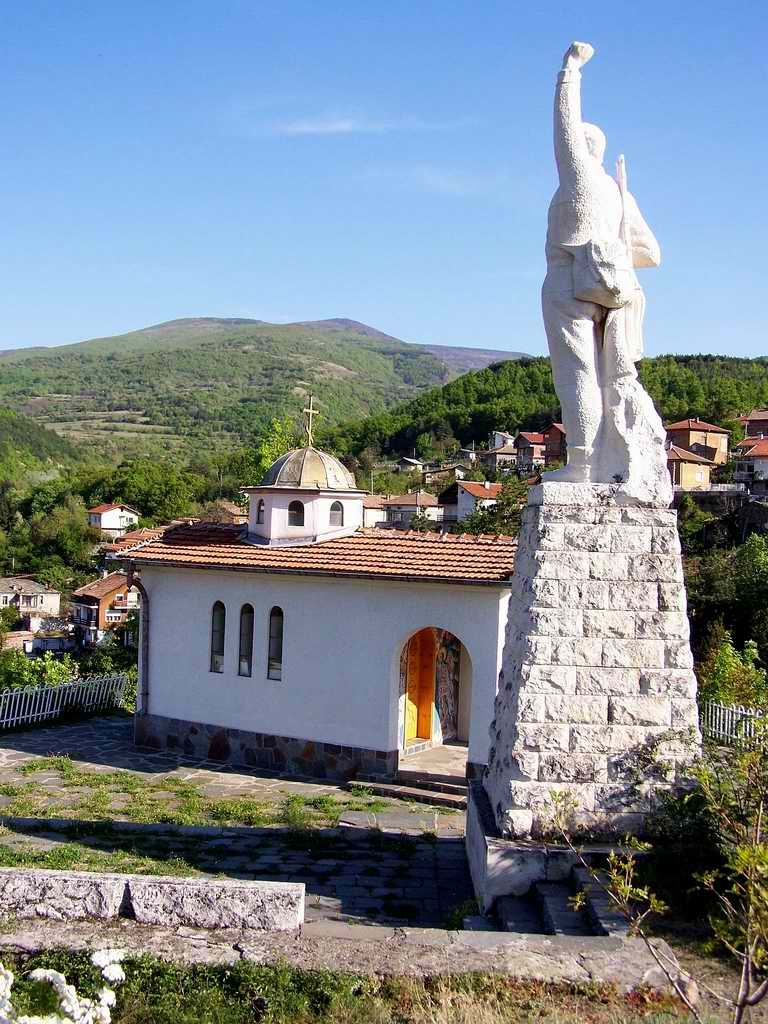